# Birgitta Englund Dimitrova
Birgitta Maria Elisabeth Englund Dimitrova, född 19 november 1946, är en svensk översättningsvetare. Hon är professor emerita i översättningsvetenskap vid Tolk- och översättarinstitutet vid Stockholms universitet. Hon har varit verksam vid Tolk- och översättarinstitutet sedan 1994. Birgitta Englund Dimitrova är den första som utnämnts till professor i ämnet översättningsvetenskap i Sverige.

## Biografi
Efter att ha avslutat sin avhandling om frågesatsers syntax i modern bulgariska och makedonska 1977 arbetade Birgitta Englund Dimitrova inledningsvis som bulgarisk språklärare vid Stockholms universitet från 1978 till 1983. 1983 undervisade hon makedonska vid Uppsala universitet och 1985 bulgariska vid Oslo universitet. Efter en tid som handläggare för tolkservice i Stockholms läns landsting arbetade hon från 1986 vid Centrum för tvåspråkighetsforskning som forskarassistent.1994 kom hon till Tolk- och översättarinstitutet där hon varit verksam sedan dess. 2006 utnämndes hon till professor i översättningsvetenskap vid Stockholms universitet. Hon gick i pension 2013, men är fortfarande aktiv inom forskning och undervisning. Bland annat med det VR finansierade projektet "Den osynliga processen - kognition och arbetsminne i dialogtolkning"
Birgitta Englund Dimitrova är medlem i Translation Committee i European Society for Translation Studies (EST). Hon är också medlem i rådgivande nämnder och kommittéer för olika publikationer inom översättningsområdet, till exempel mTm Translation journal.
2013 tilldelades hon Artur Lundkvistpriset i Bulgarien för sitt mångåriga arbete att utveckla relationerna mellan Sverige och Bulgarien inom vetenskap och kultur, samt sina litterära översättningar från bulgariska till svenska.
Förutom sitt modersmål svenska talar Birgitta Englund Dimitrova också flytande bulgariska, engelska och ryska. Hon använder dessutom spanska, tyska, franska och makedonska obehindrat.

## Forskning
Birgitta Englund Dimitrova skrev sin avhandling med titeln Ja/nej-frågor på bulgariska och makedonska: Form inom slaviska studier, speciellt kontrastiv lingvistik med fokus på syntax. Från mitten av 1980-talet skiftade hennes forskningsfokus allt mer till översättning och tolkning. Hennes huvudområden är: 
- processorienterade studier inom översättningsvetenskap
- kognitiva aspekter av översättnings- eller tolkningsprocessen
- Översättning av dialekt som en retorisk stilfigur i fiktion
- Interaktion i tolkade samtal mellan läkare och patient
- Forskningsmetoder i tolk- och översättningsvetenskap

## Publikationer (urval)

### Monografier
- Expertise and explicitation in the translation process. John Benjamins, Amsterdam 2005. ISBN 978-90-272-9426-5
- Verksamhetskunskap och forskningskompetens: forsknings- och utvecklingsprogram för Tolk- och översättarinstitutet. TÖI rapport. Universitet Stockholm, Stockholm, 1996.
- När två samtalar genom en tredje. Interaktion och icke-verbal kommunikation i medicinska möten med tolk. Rapporter om tvåspråkighet. Universitet Stockholm, Stockholm 1991, ISSN 1101-7562.
- Yes/No Questions in Bulgarian & Macedonian: Form (Stockholm Slavic Studies). Almqvist & Wiksell international, Stockholm, 1977. (Avhandling) ISBN 91-22-00122-0.

### Redaktör
- med Maureen Ehrensberger-Dow och Séverine Hubscher-Davidson: The Development of Professional Competence. Translation and Interpreting Studies (Special issue). Benjamins, Amsterdam 2014. ISSN 1932-2798.
- med Maureen Ehrensberger-Dow, Séverine Hubscher-Davidson och Ulf Norberg: Describing cognitive processes in translation: acts and events. Translation and Interpreting Studies (Special issue). Benjamins, Amsterdam 2013. ISSN 1932-2798.
- med Cecilia Wadensjö och Anna-Lena Nilsson: The critical link 4 : professionalisation of interpreting in the community : selected papers from the 4th International Conference on Interpreting in Legal, Health and Social Service Settings, Stockholm, Sweden, 20-23 May 2004. Benjamins, Amsterdam 2007. ISBN 978-90-272-1678-6.
- med Alexander Pereswetoff-Morath: Swedish contributions to the thirteenth International Congress of Slavists, Ljubljana, 15-21 August 2003. University Lund, Lund 2003. ISBN 91-970201-2-5.
- med Kenneth Hyltenstam: Language Processing and Simultaneous Interpreting: Interdisciplinary perspectives. Benjamins, Amsterdam 2000. ISBN 978-90-272-1645-8.

### Artiklar och bidrag
- med Elisabet Tiselius: Retrospection in translation and interpreting: Explaining the process?. I: R. Muñoz (red.): Minding translation. Con la traducción en mente. MonTi Special issue 1-2014, 177–200. Alicante 2014.
- Lexikala val som ett drag i översättarstil. En studie av två bulgariska noveller i svensk översättning. I: Studia Interdisciplinaria, Linguistica et Litteraria (SILL) 4, 55–74. Göteborg University, Göteborg 2013.
- Nytt vin i gamla läglar? Att (ny)översätta dialekt. In: Eriksson, Olof (red.): Aspekter av litterär nyöversättning – Aspects de la retraduction litteraire, 101–115. Linnaeus University Press, Växjö 2012.
- Combining product and process analysis: Explicitation as a case in point. I: A. Künzli (red.) Empirische Untersuchungen zum Übersetzungs- und  Dolmetschprozess, Bulletin Suisse de linguistique appliquée 81, 25–39. 2005.
- Orality, literacy, reproduction of discourse and the translation of dialect. I: Irmeli Helin (red.): Dialektübersetzung und Dialekte in Multimedia, 121–139. Peter Lang, Frankfurt 2004.
- Explication in Russian-Swedish Translation: Sociolinguistic and Pragmatic Aspects. I: Swedish Contributions to the Thirteenth International Congress of Slavists, Ljubljana, 15–21 August 2003, 21–31. Lund 2003.
- Translation of Dialect in Fictional Prose – Vilhelm Moberg in Russian and English as a Case in Point. I: Studier i modern språkvetenskap N.S., 11, 49–65. Stockholm 1997.